# Давид и Голиаф (книга)
Давид и Голиаф (англ. David and Goliath: Underdogs, Misfits, and the Art of Battling Giants) — научно-популярная книга, написанная Малкольмом Гладуэллом и опубликованная компанией Little, Brown and Company 1 октября 2013 года. Книга фокусируется на вероятности невероятных событий, которые могут произойти в ситуациях, когда один исход намного предпочтительнее другого. В книге содержится много разных историй об аутсайдерах, которые в итоге превзошли все ожидания, самая известная из которых — история Давида и Голиафа. Несмотря на в целом негативные отзывы, книга стала бестселлером, поднявшись на 4 место в чарте документальной литературы в твёрдом переплете The New York Times и на 5 место в рейтинге самых продаваемых книг USA Today.

## Происхождение
Книга частично вдохновлена статьей, которую Гладуэлл написал в 2009 году для The New Yorker под названием «Как Давид побеждает Голиафа».

## Краткое изложение
В книге «Давид и Голиаф» автор использует индивидуальные тематические исследования и сравнения, чтобы предоставить широкий спектр примеров, где предполагаемые серьёзные недостатки на самом деле оказываются ключами к победе слабого Давида над противниками или ситуациями, подобными Голиафу. В одной из глав Гладуэлл упоминает различные кажущиеся недостатки, которые на самом деле могли в значительной степени способствовать успеху, связывая дислексию с успешной карьерой юриста Дэвида Бойса, а потерю одного из родителей в раннем возрасте — с исключительной исследовательской работой онколога Эмиля Фрейриха. Эти забавные уроки основаны на отсылках к исследованиям в области социальных наук.
Другие примеры: Вивек Ранадивей и баскетбольная команда девочек средней школы в Редвуд-Сити; Тереза ДеБрито и влияние правил размера классов; Кэролайн Сакс и выбор между поступлением в престижный колледж или колледж второго уровня; Дэвид Бойс и то, что у него всё ещё отличная карьера, несмотря на то, что он страдает (возможно) от дислексии; Эмиль Джей Фредерих и его исследования рака, бомбардировка Лондона во время Второй мировой войны и влияние «дальних промахов» на моральный дух города и храбрость человека; активист Вятт Уокер и то, как он и Мартин Лютер Кинг-младший смогли сделать бунт в Бирмингеме 1963 года исторически значимым событием в движении за гражданские права, используя тактику братца Кролика; Розмари Лоулор и то, как реакция полиции Северной Ирландии на религиозные беспорядки в Белфасте в 1969 году привела к 30-летнему конфликту, и сравнивается это с тем, как полицейский в Нью-Йорке создал программу, которая была связана с проблемной молодёжью и их семьями; как реакция Майка Рейнольдса на убийство члена семьи привела к появлению в Калифорнии закона трёх ошибок и как реакция Вильмы Дерксен привела к совершенно иному результату; и Андре Трокме, пастор из маленького городка во французских горах Шамбон-сюр-Линьон, который противостоял нацистскому режиму и укрывал еврейских беженцев.

## Реакция критики
Критические отзывы на книгу были в основном отрицательными. Книга дважды получила отрицательные отзывы в The New York Times. Джанет Маслин пошутила: «Как обычно, наука мистера Гладуэлла удобна», и она заключает, что «средний раздел книги самый запутанный», где автор пытается связать переживания известных дислектиков, таких как Брайан Грейзер и Дэвид Бойс. Джо Носера назвал книгу «глубоко повторяющейся и сбивающей с толку разрастанием», предположив, что «возможно, «Давид и Голиаф» иллюстрирует то, что Малькольму Гладуэллу пора найти новую фишку».
Том Джуно в Esquire повторил вывод Ночера; его обзор носил название «Малкольм Гладуэлл исчерпал свои уловки». Джуно придумал термин под названием «Уловка Гладуэлла», с помощью которого автор ставит под сомнение очевидное и утверждает, что предубеждения читателя ошибочны, прежде чем заверить читателя, что он подсознательно знал это всегда. Уловка — это алгоритм, который надёжно создаёт приятные истории. «В Гладуэлла можно сомневаться как в философе, но его авторитет как Хорейшо Элджера капитализма позднего периода непревзойдён». The New Republic усилила эту критику, назвав книгу менее проницательной, чем китайское печенье с предсказанием, и завершив обзор заголовком «Малкольм Гладуэлл — самый высокооплачиваемый писатель сказок в Америке». The Wall Street Journal посетовал: «Это занимательная книга. Но она в общем мало чему учит, поскольку мораль рассказываемых в ней историй не имеет прочных доказательств и логики».
«Читать «Давида и Голиафа» — значит страдать от дискомфорта, наблюдая, как грозно умный писатель борется — цитируя всевозможные социально-научные исследования и забрасывая нас диаграммами, таблицами и графиками — чтобы доказать то, с чем вначале никто не согласился бы», — написал Крейг Селигман для Bloomberg News. «Чем дальше я читал «Давида и Голиафа», тем больше я раздражался. Меня не убедили, что там много интересного, но больше всего меня беспокоил тон». Селигман заключил: «[В] прошлом мне всегда были приятны сочинения Гладуэлла. Мне нравится, когда мне что-то объясняют. Но мне не нравится, когда со мной говорят свысока те, кто говорит мне то, что я уже знаю».
Однако Люси Келлавей в Financial Times написала: «Давид и Голиаф — самая интересная книга Гладуэлла до сих пор. Это феерия для хорошего самочувствия, питающая и сердце, и разум… Гладуэлл мастерски уводит нас в одном направлении только для того, чтобы вместо этого увести нас в другое место — в лучшее место».